# 马勒雷 (汝拉省)
马勒雷（法語：Mallerey，法語發音：[malʁɛ]）是法国汝拉省的一个旧市镇，位于该省西南部，属于隆斯勒索涅区。2017年，马勒雷并入市镇特勒纳勒。

## 地理
马勒雷（46°37'53"N, 5°26'53"E）面积2.9 平方千米，位于法国勃艮第-弗朗什-孔泰大區汝拉省，该省份为法国东部内陆省份，北起上索恩省，西北接科多尔省，西临索恩-卢瓦尔省，南至安省，东与杜省和瑞士接壤。
与马勒雷接壤的市镇（或旧市镇、城区）包括：孔达米讷、博诺、万塞勒、特勒纳勒。

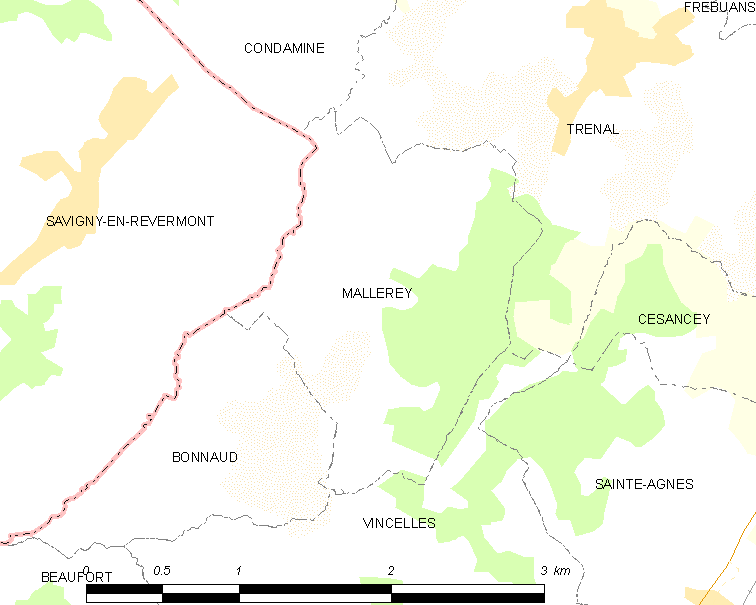
的OSM定位图

马勒雷的时区为UTC+01:00、UTC+02:00（夏令时）。

## 行政
马勒雷的邮政编码为39190，INSEE市镇编码为39309。

## 政治
马勒雷所属的省级选区为圣阿穆尔县。

## 人口

1962-2008年间人口变化图示

马勒雷于2018年1月1日时的人口数量为72人。